# 2007年MTV歐洲音樂大獎
2007年MTV歐洲音樂大獎在2007年11月1日於德國慕尼黑奧林匹亞廳舉行。入圍名單在2007年9月公布。典禮主持人由史奴比狗狗擔任。

## 表演者
- 步履蹣跚（Babyshambles）－《Delivery》
- Bedwetters（英语：Bedwetters_(band)）－《A Dramatic Letter to Conscience》
- 幽浮一族－《The Pretender》/《God Save the Queen》
- 艾薇兒－《Hot》
- 米卡－《Grace Kelly》
- 我的另類羅曼史－《Teenagers》
- 妮可·舒辛格 ft. 威爾－《Baby Love》
- 東京飯店酷兒－《Monsoon》
- 威爾－《I Got It From My Mama》
- 艾美·懷絲－《Back to Black》

## 頒獎人
- 貝克
- 莉莉·高爾
- 克雷格·大衛
- 迪迪埃·德羅巴
- 妮莉·費塔朵
- 戴夫·高瀚（Dave Gahan）
- 戴夫·格羅爾
- 路易斯·漢米爾頓
- 泰勒·霍金斯
- 瓊·海德（Jon Heder）
- Killer Kela
- 延斯·萊曼
- 傑瑞·李透（Jared Leto）
- 本吉·麥登 & 喬爾·麥登
- Eva Padberg（英语：Eva Padberg）
- 法蘭卡·波坦特
- 凱莉·蘿蘭
- Samy Deluxe（英语：Samy Deluxe）
- 喬絲·史東－《Tell Me 'Bout It》
- Michael Stipe
- 何耀珊
- 塞爾吉·坦吉安
- 保羅·凡·戴克（Paul Van Dyk）
- 懷克里夫·金

## 年度最佳歌曲（Most Addictive Track）
- 碧昂絲 & 夏奇拉－《Beautiful Liar》
- 妮莉·費塔朵 －《All Good Things (Come To An End)》
- 艾薇兒－《Girlfriend》
- 米卡－《Grace Kelly》
- 蕾哈娜 feat. 傑斯 －《Umbrella》
- 艾美·懷絲－《Rehab》

## 最佳音樂錄影帶明星（Video Star）
- 棒棒仙女（Bat for Lashes）－《What's a girl to Do》
- 化學兄弟－《The Salmon Dance》
- 幽浮一族－《The Pretender》
- 正義樂團（Justice）－《D.A.N.C.E》
- 賈斯汀－《What Goes Around... Comes Around》
- 肯伊·威斯特－《Stronger》

## 年度最佳專輯（Best Album）
- 阿肯－《寂寞有罪》（Konvicted）
- 妮莉·費塔朵－《解放》
- 艾薇兒－《美麗壞東西》
- 聯合公園－《末日警鐘 毀滅·新生》
- 艾美·懷絲－《黑色會》（Back To Black）

## 年度最佳藝人（Best Solo Artist）
- 克莉絲汀
- 妮莉·費塔朵
- 艾薇兒
- 米卡
- 蕾哈娜
- 賈斯汀

## 年度最佳樂團（Best Band）
- 打倒男孩
- 狂野夏洛特
- 聯合公園
- 我的另類羅曼史
- 東京飯店酷兒

## 歐洲最佳新人（New Sounds of Europe）
- Bedwetters（英语：Bedwetters_(band)）
- Firma（英语：Firma）
- Yakup

## 最佳搖滾藝人（Rock Out）
- 30秒上火星
- 伊凡塞斯
- 打倒男孩
- 聯合公園
- 我的另類羅曼史

## 最佳都會音樂藝人（Ultimate Urban）
- 碧昂絲
- 體育課英雄（Gym Class Heroes）
- 蕾哈娜
- 提姆巴蘭
- 賈斯汀
- 肯伊·威斯特

## 最受矚目藝人（Best Headliner）
- 北極潑猴
- 碧昂絲
- 幽浮一族
- 繆斯樂團
- 賈斯汀

## 最佳國際藝人（Best Inter Act）
- 30秒上火星
- 流行尖端
- 打倒男孩
- 我的另類羅曼史
- 東京飯店酷兒

## 最佳英國及愛爾蘭藝人
- 北極潑猴
- 悲鳴樂團（Klaxons）
- 繆斯樂團
- 馬克·朗森（Mark Ronson）
- 艾美·懷絲

## 最佳德國藝人
- Beatsteaks（英语：Beatsteaks）
- Bushido（英语：Bushido (rapper)）
- Juli（英语：Juli (band)）
- Sido（英语：Sido (rapper)）
- Sportfreunde Stiller

## 最佳丹麥藝人
- Dúné（英语：Dúné）
- Nephew
- Suspekt
- 璀德慕勒（Trentemoller）
- Volbeat（英语：Volbeat）

## 最佳芬蘭藝人
- 惡魔陛下樂團
- Ari Koivunen（英语：Ari Koivunen）
- 天生叛逆
- 日暮頌歌
- Sunrise Avenue（英语：Sunrise Avenue）

## 最佳挪威藝人
- El Axel
- Karpe Diem（英语：Karpe Diem）
- Lilyjets（英语：Lilyjets）
- Pleasure（英语：Pleasure (band)）
- 亞歷山大·威斯

## 最佳瑞典藝人
- The Ark（英语：The_Ark_(Swedish_band)）
- 拉克索（英语：Laakso (band)）
- 不二價（Neverstore）
- 蒂莫·雷伊塞宁（英语：Timo Räisänen）
- Those Dancing Days（英语：Those Dancing Days）

## 最佳義大利藝人
- Elisa
- J-Ax
- Irene Grandi（英语：Irene Grandi）
- Negramaro（英语：Negramaro）
- 絕對零度

## 最佳荷蘭及比利時藝人
- 天鵝樂團 （Goose）
- Opgezwolle（英语：Opgezwolle）
- Gabriel Rios（英语：Gabriel Rios）
- 提雅斯多
- 致命誘惑

## 最佳法國藝人
- Booba
- Fatal Bazooka（英语：Fatal Bazooka）
- 正義樂團（Justice）
- 巴布·辛克勒（Bob Sinclar）
- Soprano（英语：Soprano (rapper)）

## 最佳波蘭藝人
- Monika Brodka（英语：Monika Brodka）
- Ania Dąbrowska（英语：Ania Dąbrowska）
- Dorota Rabczewska
- Kasia Nosowska（英语：Kasia Nosowska）
- O.S.T.R.（英语：O.S.T.R.）

## 最佳西班牙藝人
- Dover（英语：Dover (band)）
- 培雷沙（Pereza）
- 第五季節（La Quinta Estacion）
- Mala Rodriguez（英语：Mala Rodriguez）
- Violadores del Verso（英语：Violadores del Verso）

## 最佳俄羅斯藝人
- A-Studio（英语：A-Studio）
- 季馬·比蘭
- 賽奇·拉查列夫
- 邁可森
- 聖女天團

## 最佳羅馬尼亞及摩爾多瓦藝人
- Alex
- Activ（英语：Activ_(band)）
- Andrea Banica
- DJ Project（英语：DJ Project）
- Simplu

## 最佳葡萄牙藝人
- Blasted Mechanism（英语：Blasted Mechanism）
- Buraka Som Sistema（英语：Buraka Som Sistema）
- Fonzie（英语：Fonzie）
- Sam The Kid（英语：Sam The Kid）
- Da Weasel（英语：Da Weasel）

## 最佳亞得里亞海藝人
- Dubioza kolektiv（英语：Dubioza kolektiv）
- Hladno pivo（英语：Hladno pivo）
- Jinx
- Siddharta（英语：Siddharta_(band)）
- Van Gogh（英语：Van Gogh (band)）

## 最佳波羅的海藝人
- Double Faced Eels（英语：Double Faced Eels） （拉脫維亞）
- Jurga（英语：Jurga） （立陶宛）
- Skamp（英语：Skamp） （立陶宛）
- The Sun （愛沙尼亞）
- Tribes of the City（英语：Tribes of the City） （拉脫維亞）

## 最佳阿拉伯藝人
- Nancy Ajram
- Elissa（英语：Elissa (singer)）
- Mohamed Hamaki（英语：Mohamed Hamaki）
- Tamer Hosny（英语：Tamer Hosny）
- Rashed Al-Majed（英语：Rashed Al-Majed）

## 最佳匈牙利藝人
- Ákos（英语：Ákos）
- Heaven Street Seven（英语：Heaven Street Seven）
- The Idoru（英语：The Idoru）
- The Moog（英语：The Moog）
- Neo（英语：Neo (Hungarian band)）

## 最佳土耳其藝人
- Ceza（英语：Ceza）
- Kenan Dogulu（英语：Kenan Dogulu）
- Sertab Erener（英语：Sertab Erener）
- Nil Karaibrahimgil（英语：Nil Karaibrahimgil）
- Teoman（英语：Teoman）

## 最佳烏克蘭藝人
- Esthetic Education（英语：Esthetic Education）
- Gaitana（英语：Gaitana）
- Lama (樂團)（英语：Lama_(Ukrainian_band)）
- 艾莎的海
- 維多普利亞索夫的呐喊

## 最佳非洲藝人
- Chameleone（英语：Chameleone）
- D'banj
- Hip Hop Pantsula（英语：Hip Hop Pantsula）
- Jua Cali（英语：Jua Cali）
- Samini

## 藝人最喜愛歌手（Artists' Choice）
- 艾美·懷絲

## 心靈解放大獎（Free Your Mind）
- Anton Abele（英语：Anton Abele）

## 外部連結
- MTV歐洲官方網站
- MTV歐洲音樂大獎官方網站（页面存档备份，存于）